# Mohamed Benouza
Mohamed Benouza (Orano, 26 settembre 1972) è un arbitro di calcio algerino.

## Carriera
Ha ottenuto la promozione ad arbitro internazionale già nel 2001, e da allora è diventato uno dei più affidabili fischietti africani, tant'è che la FIFA lo ha ben presto impiegato in numerosi tornei in giro per il mondo.
Vanta la partecipazione, infatti, a ben tre edizioni dei Mondiali Under-20 (nel 2003 negli Emirati Arabi Uniti, nel 2007 in Canada e nel 2009 in Egitto); nel 2008 è stato invece selezionato per dirigere al Mondiale per club in Giappone.
Nel 2006 (in Egitto), nel 2008 (in Ghana) e nel 2010 (in Angola) lo si è visto all'opera in occasione della Coppa d'Africa.
Inserito nella lista dei 30 arbitri selezionati per i Mondiali di calcio 2010 in Sudafrica, era stato ufficialmente selezionato, ma in seguito a causa del non superamento di test atletici obbligatori da parte di un suo assistente, ha dovuto rinunciare a prendere parte alla manifestazione. Sarebbe potuto diventare il secondo direttore di gara algerino nella storia a prendere parte alla massima rassegna iridata: l'altro precedente risale al 1982 in Spagna, quando fu convocato Belaid Lacarne il quale, non a caso, figura tra i componenti della Commissione Arbitrale della FIFA, che giudica le prestazioni dei vari fischietti internazionali (nel 1990 invece svolse solo le funzioni di assistente Mohamed Hansal).
Nel gennaio del 2011 è invitato dall'AFC, in qualità di unico arbitro non asiatico, a dirigere nella Coppa d'Asia 2011. Nell'occasione viene però impiegato solo come quarto uomo, senza mai essere designato per una partita.
Vanta anche la direzione della finale di CAF Champions League nel 2009.
Nel gennaio del 2012 è selezionato dalla CAF per la Coppa delle nazioni africane 2012. Nell'occasione, dirige due partite della fase a gironi e una semifinale.
Nel gennaio del 2013 è nuovamente selezionato per la Coppa delle nazioni africane 2013. Si tratta della quinta convocazione a questa manifestazione. Nell'occasione, viene impiegato solamente in una partita della fase a gironi.